# میان‌یخ‌بندان هولشتاین
بین یخبندان هلشتاین (انگلیسی: Holstein interglacial)، در منطقه آلپ، سومین آخرین میان‌یخچالی در اروپا قبل از هولوسن، دوره گرم کنونی است. مستقیماً بعد از یخبندان الستر آمد و قبل از یخبندان زاله در طول چیبانین آمد. زمان دقیق تر از نظر تاریخی بحث‌برانگیز بود زیرا هلشتاین معمولاً با دو مرحله ایزوتوپ دریایی متفاوت، MIS 11 مرتبط بود.